# Bonnevie-Svendsenbreen
Der Bonnevie-Svendsenbreen (norwegisch) ist ein Gletscher im ostantarktischen Königin-Maud-Land. In der Heimefrontfjella liegt er auf der Südseite des Skjønsbergskarvet.
Wissenschaftler des Norwegischen Polarinstituts benannten ihn 1967. Namensgeber ist Conrad Bonnevie-Svendsen (1898–1983), ein Anführer der Widerstandsbewegung gegen die deutsche Besatzung Norwegens im Zweiten Weltkrieg.